# HD 128020
HD 128020，又名CP-67 2616，SAO 252824、HR 5443，是一颗恒星，视星等为6.04，位于銀經312.69，銀緯-7.1，其B1900.0坐标为赤經14h 29m 22.4s，赤緯-67° -7.1′ 16″。